# Гончаров, Андрей Янович
Андрей Янович Гончаров (настоящее имя — Генрих Янович Лаубе; 10 февраля 1924, Симферополь — 5 марта 1996, Москва — советский актёр театра и кино, артист разговорного жанра (чтец), заслуженный артист РСФСР (1962).

## Биография
Андрей (Генрих) Янович родился в семье советского военачальника Яна Томовича Лаубе и Анастасии Яковлевны Судаковой.
В 1937 году его отец был арестован и репрессирован. Илья Яковлевич Судаков, российский и советский театральный режиссёр, брат матери, прислал ей, оставшейся с двумя малолетними детьми на руках, телеграмму: «Приезжай, твои дети — мои дети!» Андрей Гончаров вплоть до реабилитации в 1957 году являлся «членом семьи изменника Родины». В связи с этим, Генрих Янович взял в качестве псевдонима фамилию мужа его тёти (Александры Судаковой) — Гончаров. Воспитывался вместе с братом, известным советским поэтом-песенником Феликсом Лаубе и рос в семье дважды лауреата Сталинской премии, народного артиста РСФСР Судакова Ильи Яковлевича и народной артистки СССР Еланской Клавдии Николаевны, актёров МХАТ СССР имени Горького.
Осенью 1941 года Андрей Гончаров, в 17 лет добровольцем вступил в отряд истребителей танков под руководством начальника отряда Гвоздева и командира отряда Спирина Звенигородского района Московской области, предназначенный для партизанской деятельности, в случае оккупации района немцами. В отряде пробыл до середины зимы 1942 года, то есть до изгнания немцев из района.
В 1942—1943 годах работал на шахтах в г. Щёкино Московской области в качестве электросварщика 5 разряда. Награждён двумя медалями.
С ноября 1943 по февраль 1944 г. учился в училище им. Щепкина, затем переведён в школу-студию при МХАТ СССР им. Горького, которую окончил весной 1948 г. Его сокурсниками были Игорь Дмитриев и Владлен Давыдов. На курс младше учился Михаил Пуговкин
По окончании студии был приглашен в труппу Центрального Театра Советской Армии, где проработал по 1954 год. Будучи артистом театра, увлекся художественным словом, в 1950 году принял участие в конкурсе чтецов на лучшее исполнение произведений Владимира Маяковского и стал лауреатом этого конкурса Почувствовав в себе признание и уверенность в этом, он решил заниматься профессионально художественным словом. С переходом на работу в Мосэстраду (позднее переименованную во ВГКО — Всесоюзное гастрольно-концертное объединение) в 1954 году вторично участвовал в конкурсе чтецов на лучшее исполнение Маяковского, и опять был удостоен премии. Во время работы в ВГКО много гастролирует по Советскому Союзу, а также за рубежом: в Австрии, Польше, Венгрии, Румынии. С концертами побывал на целинных землях, в Донбассе, а также участвовал в арктическом полете бригады артистов по крайним точкам севера и выступил на станции «Северный Полюс-4», за эту поездку удостоен звания «Почетного Полярника». В 1960 году состоялась поездка на Шпицберген (знакомство с советскими шахтерами). В 1956 году был приглашен на главную роль в кинокартину «Своими руками» на роль секретаря Мартынова и, по отзыву «Московской правды», создал запоминающийся образ советского коммуниста.
В 1957 году на Всемирном фестивале молодежи и студентов в Москве Андрей Гончаров занял первое место среди чтецов, ему была вручена золотая медаль фестиваля. В последующем создавал литературные композиции, за которые получил звание Заслуженного артиста РСФСР. Работал чтецом до своей кончины в 1996 году.
Похоронен на Головинском кладбище г. Москвы.

## Роли в кино
- 1956 — «Своими руками» — Мартынов
- 1958 — «Над Тиссой» — Шапошников, капитан погранвойск
- 1958 — «Голубая стрела» — майор Карпенко, лётчик
- 1958 — «Повесть наших дней» — Алексей Коваль

## Награды и звания
- Лауреат VI Всемирного фестиваля молодёжи и студентов в Москве (1957).
- Почётная грамота Президиума Верховного Совета Эстонской ССР
- Почётный полярник

## Семья
- Брат — Лаубе, Феликс Янович — советский поэт-песенник.
- Жена — Родионова Галина Михайловна
  - Сын — Лаубе Андрей Генрихович
    - внук — Лаубе Андрей Андреевич